# Cayetano Redondo
Cayetano Redondo Aceña (Segovia, 7 de agosto de 1888 - Madrid, 21 de mayo de 1940) fue un tipógrafo, periodista y político socialista español. Fue alcalde de Madrid durante la Guerra Civil y, al terminar ésta fue ejecutado por el régimen franquista.

## Biografía
Comenzó a trabajar a los catorce años, y fue aprendiz en la Escuela de Tipógrafos de la Asociación General del Arte de Imprimir, la primera asociación socialista de importancia en España. 
Afiliado al PSOE, fue miembro fundador de la Juventud Socialista de Madrid y presidente del comité nacional de la Federación de Juventudes Socialistas de España entre 1925 y 1927. Trabajó como tipógrafo y fue director de diversos periódicos, entre ellos de El Socialista (interinamente entre 1930 y 1931, tras la dimisión de su anterior director, Andrés Saborit). 
Fue elegido concejal en Madrid dentro de la Conjunción Republicano-Socialista, en las elecciones municipales del 12 de abril de 1931 (que llevaron a la abdicación de Alfonso XIII y la proclamación de la II República). Fue posteriormente teniente de alcalde del distrito de Universidad. Ese mismo año fue elegido diputado por la circunscripción de Segovia por el Partido Socialista Obrero Español para las Cortes Constituyentes. Cayetano Redondo constituyó, junto con Francisco Azorín y Rodrigo Almada, el trío de eminentes esperantistas, todos socialistas, que ocuparon escaño en las Cortes Constituyentes (1931-1933).
Durante la guerra civil española, y tras la fuga del alcalde, Pedro Rico, a Valencia fue nombrado alcalde de Madrid por la corporación municipal, cargo que ocupó entre el 8 de noviembre de 1936 y el 23 de abril de 1937, durante los tiempos más difíciles de la ofensiva franquista contra esta ciudad (batalla de Madrid), si bien durante la mayor parte de dicho periodo las funciones del Ayuntamiento fueron asumidas por la Junta de Defensa de Madrid. Posteriormente ocupó otros puestos políticos, entre los cuales se encontraba el de presidente de la Diputación Provincial de Madrid. Fue también representante del PSOE en el comité de enlace con el PSUC y al final de la guerra era comisario del IX Cuerpo de Ejército.
Arrestado al final de la guerra por las tropas de Franco, fue fusilado en los muros del cementerio de la Almudena el 21 de mayo de 1940, tras ser condenado por "auxilio a la rebelión". Su cuerpo fue enterrado en una fosa común y posteriormente trasladado y enterrado con el de José Gómez Osorio, el último gobernador civil de Madrid durante la República.

## Homenajes
El Ayuntamiento de Madrid le dedicó el nombre de una calle en el nuevo barrio de Sanchinarro («calle del Alcalde Redondo Aceña»).
| Predecesor: Pedro Rico López | Alcalde de Madrid 1936 - 1937 | Sucesor: Rafael Henche de la Plata |